# Mesud II
Masud II, o Mas'ud II (in arabo غياث الدين مسعود بن كيكاوس‎?, Ghīyāth al-Dīn Mas'ūd bin Kaykā'ūs; XIII secolo – dopo il 1306 ?), fu l'ultimo sultano selgiuchide di Rum, rimasto al potere in diversi momenti tra il 1284 e il 1308.
Era vassallo dell'Ilkhanato dei Mongoli gengiskhanidi e non esercitava una reale autorità. Le fonti storiche non riportano nulla a proposito degli eventi successivi alla sua deposizione.

## Biografia

### Origini e ascesa al potere
Masud II era il primogenito di Kaykaus II. Trascorse parte della sua giovinezza come esule in Crimea e visse per un periodo a Costantinopoli, capitale dell'Impero bizantino. Egli appare la prima volta in Anatolia nel 1280 come un pretendente al trono. 
Nel 1284 il nuovo Ilkhan Ahmad Tekuder depose e giustiziò il sultano selgiuchide Kaykhusraw III ed insediò Masud al suo posto. Il successore di Ahmad, Arghun Khan, divise le terre dei turchi Selgiuchidi e concesse Konya e la metà occidentale del regno ai due giovani figli del sultano deposto. 
In seguito invase il territorio con un piccolo esercito, e dopo aver ucciso i due adolescenti, si insediò in città nel 1286.

### Conflitti con i Beylikati
Mesud condusse una serie di campagne militari contro gli emergenti principati turcomanni, i beylikati turchi, sempre per conto dei Mongoli e, di solito, con truppe mongole.
Tra queste è particolarmente da rimarcare la spedizione contro i Germiyan verso la fine del 1286. 
I Germiyan erano un gruppo bellicoso del sud-ovest dell'Anatolia, probabilmente di ascendenza mista curda e turcomanna, colonizzata dai Selgiuchidi una generazione prima per mantenere sotto controllo i più indisciplinati nomadi Turcomanni.
Masud conduce la campagna sotto la tutela del Visir e anziano statista, Fakhr al-Din Ali. 
Anche se ci sono stati alcuni successi in battaglia contro di loro, i Germiyan, molto mobili, rimasero una forza importante nella regione. 
Masud e i suoi alleati Mongoli condussero allo stesso modo spedizioni con scarsi risultati contro Karamanoglu e Eshrefidi.

### Soppressione del sultanato
Nel 1297, in un'atmosfera caratterizzata da intrighi e di continue rivolte contro la distante autorità dell'Ilkhan, sia da parte di ufficiali Mongoli che potentati locali di turkmeni, per sua sfortuna Masud venne coinvolto in un complotto contro l'Ilkhanato.
Fu perdonato ma privato del trono ed esiliato a Tabriz. Fu rimpiazzato da Alâeddin Keykubad III, il quale presto venne coinvolto in un complotto simile e fu giustiziato dal sultano Mahmud Ghazan. Masud, sia pure fortemente indebolito, ritornò sul trono nel 1303.
Dal 1306 circa, Masud e il sultanato selgiuchide con lui scomparvero dalla storia.